# ارتش هشتم (ایتالیا)

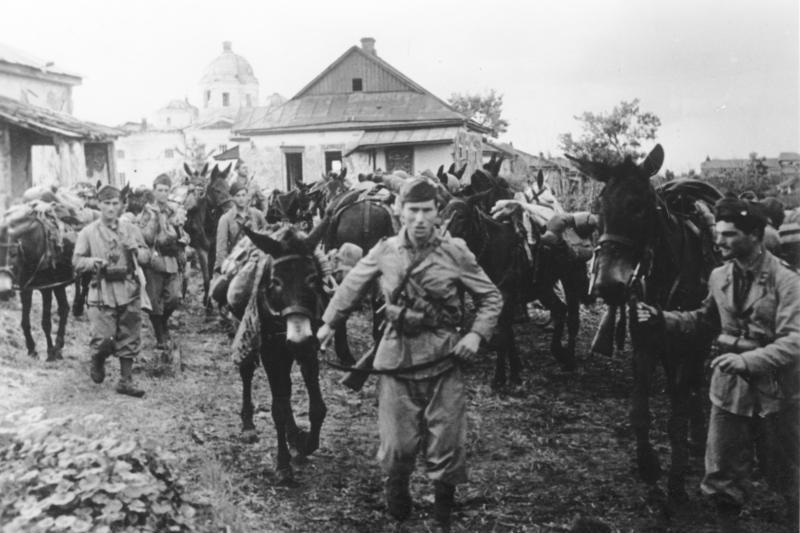
نمایی از نیروهای ایتالیایی ارتش هشتم در جبهه شرقی - جولای ۱۹۴۲

ارتش ایتالیا در روسیه (ایتالیایی: Armata Italiana in Russia) واحدی از ارتش سلطنتی ایتالیا بود که در طول جنگ جهانی دوم در جبهه شرقی (جنگ جهانی دوم) می‌جنگید. این ارتش به عنوان ارتش هشتم ایتالیا نیز شناخته می‌شد و در ابتدا ۲۳۵۰۰۰ سرباز داشت.